# Zeno Cosini

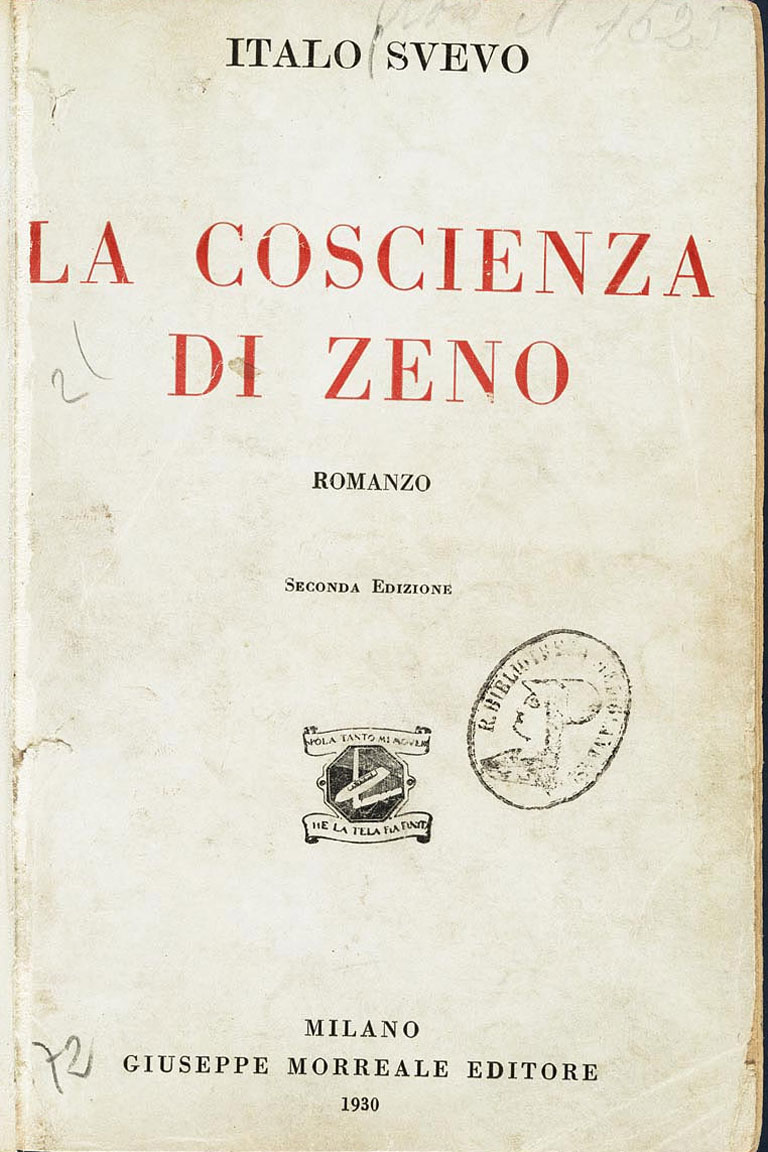
"Zeno Cosini" Italo Svevo, 1930 (Mediolan) - okładka

Zeno Cosini (La coscienza di Zeno [la koˈʃɛntsa di ˈdzeːno]) – powieść Itala Sveva, opublikowana kosztem autora w 1923 roku. W Polsce ukazała się w 1966 roku (Państwowy Instytut Wydawniczy). W 2024 premierę miało drugie wydanie, opublikowane nakładem wydawnictwa ArtRage. 

## Fabuła
Zeno Cosini z Triestu prowadzi pamiętnik na życzenie swojego psychoanalityka. Kiedy porzuca terapię, lekarz rzekomo publikuje w odwecie jego zapiski. Cosini opowiada o swoim nałogu papierosowym,  ojcu, który zmarł, żonie, firmie itp. Każdy temat to jeden duży rozdział. Tylko ostatnia część to prawdziwy dziennik z okresu I wojny światowej widzianej okiem cywila na linii frontu.
Książkę cechuje poczucie humoru, główny bohater lubi żartować, nawet w trudnych sytuacjach. Czuje się jednak niejasno chory i żaden lekarz nie potrafi mu pomóc. W końcu uznaje, że samo życie przypomina chorobę, ponieważ raz się rozwija, raz cofa, i zawsze kończy śmiercią. 